# Vainilla (condiment)
La vainilla és una espècia constituïda per les càpsules immatures i dessecades de la planta vainilla que resulta amb un sabor dolç únic. Globalment, és un condiment apreciat i costós. Només dues espècies (Vanilla planifolia i Vanilla tahitensis) es conreen a gran escala amb finalitats comercials, encara que el gènere Vanilla està format per 140 espècies. Moltes d'aquestes espècies poden produir compostos aromàtics importants com la vanil·lina, l'àcid vainílic i l'acetovanillona, entre d'altres. Aquest condiment es afegit sobretot en productes dolços com: gelats, xocolata, pastissos, batuts, etc.
El seu ús data des del període preclàssic per múltiples cultures a Mesomèrica, incloent els maies, olmeques, asteques i totonaca. En l'actualitat la seva complexitat de sabors i aromes ha afavorit un ús més estès, com per exemple, en la indústria alimentària, begudes, perfumeria, cosmètics i la investigació científica.

## Introducció

### Història i origen
Els fruits de la vainilla es van començar a utilitzar com a condiment per civilitzacions del territori mexicà actual a l'antiga Mesomèrica en el període preclàssic. Els asteques van ser els primers en domesticar l'espècie vegetal V. planifolia durant el període postclàssic degut a les propietats aromatitzants. Per aquestes cultures, la vainilla era considerada sagrada i s'emprava per perfumar els temples a la vegada que també s'usava com aromatitzant en begudes.
Al segle XV, amb l'arribada dels espanyols al continent Americà, aquesta espècia es va introduir a Europa al voltant del 1510. No obstant això, no es cultivava fora del lloc d'origen. Prèviament, es van fer esforços per conrear vainilla a Europa, però a causa de l'absència de pol·linitzadors naturals, la collita no era fructífera, ja que la flor es desenvolupava però no el fruit.

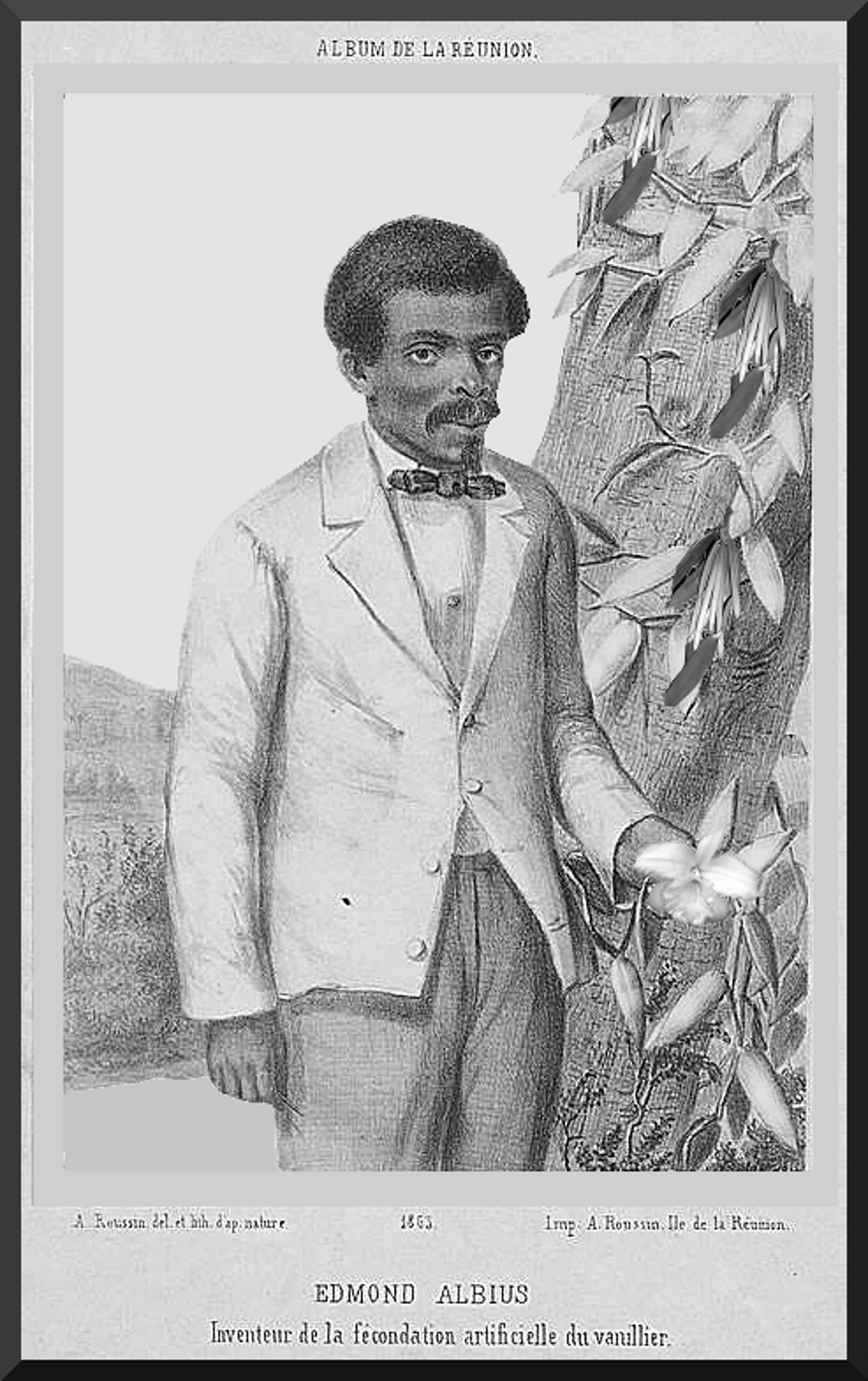
Retrat d'Edmond Albius

Al 1841, el botànic Charles François Antoine Morren va descobrir com es pol·linitzava la planta i com fecundar-la de forma artificial, aconseguint així, produir beines fora de Mèxic. Aquest fet va permetre l'expansió, sobretot per territoris que formaven part de la colònia francesa. Pocs anys més tard, Edmond Albius, un esclau que treballava en plantacions a la Illa de La Reunió va desenvolupar una tècnica de pol·linització manual de les flors, gràcies a aquest mètode pràctic (pol·linització més eficient) es va fer possible una producció a escala comercial.
De les 140 espècies del gènere Vainilla (V.Tahitensis i V.Planifolia) són cultivades amb el fi d'extreure'n el saboritzant per a la seva comercialització.

#### Crisi de la vainilla
La crisi de la vainilla fa referència a un període específic del 2018 en què es va produir un notable augment en el preu de la vainilla natural a nivell mundial. Aquest increment va provocar que el preu de la vainilla superés fins i tot el valor de la planta. La crisi va ser el resultat d'un creixement constant de la demana de vainilla alhora que es produïa una disminució en l'oferta global.
Les raons principals de la baixada en producció estaven lligades a problemes amb el seu conreu i en la qualitat de la vainilla natural. La producció de vainilla depèn en gran manera d'un material clonal provinent d'una sola espècie d'orquídia, la Vainilla planifolia. Factors com ara esdeveniments climàtics, problemes amb la pol·linització i altres reptes agrícoles van afegir-se a la crisi, afectant la disponibilitat i augmentant els preus al mercat internacional.

## Components químics i sabor de la vainilla

Estructura lineoangular de la vanil·lina, un compost orgànic amb fórmula C8H803.

La vainilla natural té un sabor característic a causa d'una barreja complexa de més de 250 compostos. La vanil·lina, és el compost químic orgànic protagonista (C8H8O3).Aquest compost principal representa el 80% dels aromàtics totals a V. planifolia i el 50% dels aromàtics totals a V. tahitensis. Malgrat les diferències quantitatives entre espècies comercials, la diferència de concentració no està lligada a una percepció sensorial final de sabor i aroma.
En les beines assecades, la vanil·lina s'allibera gràcies a la hidròlisi de la beta-glucosidasa durant el procés de curació (fermentació) a altes temperatures i la concentració final de vanil·lina en el producte comercial és d'un 1-2%, tot i així, és la principal causant de sabor i fragància.
Per poder aconseguir 1 Kg d'aquest compost, es calcula que caldrien 500 kg de beines o una pol·linització d'unes 40.000 flors de Vanilla. Conseqüentment, existeixen alternatives de producció, ja que és un procediment laboriós i costós, a més a més, amb un gran consum de productes amb gust de vainilla seria impossible donar sortida a la demanda de mercat. Actualment, la vanil·lina també es fa per altres vies: per síntesi o per bioconversió de productes naturals relacionats (ús de microorganismes dependents de diferents fonts de carboni).

## Obtenció i producció de la vainilla (origen vegetal)

### Cultiu i collita
La vainilla (planta) requereix ser plantada en un ambient humit amb un arrelament en un substrat heterogeni. És important afegir un suport vertical que permeti subjectar la tija de la planta a mesura que creix, ja que es tracta d'una planta enfiladissa. La base de la planta s'ha de cobrir amb palla, fulles seques o inclús amb closques de coco per a evitar la pèrdua d'humitat del sòl (mulching). La floració es dona al tercer any de ser plantada i es quan té lloc la pol·linització natural per colibrís i abelles de gènere Melipona o la pol·linització manual segons la regió geogràfica. La collita té lloc en els 8-9 mesos posteriors.
Aquest període es pot identificar mirant les puntes del fruit, aquestes han de ser un color groguenc.En aquest moment, la proporció de vanil·lina que tenen les beines immatures és d'un 0,03%.

### Curació

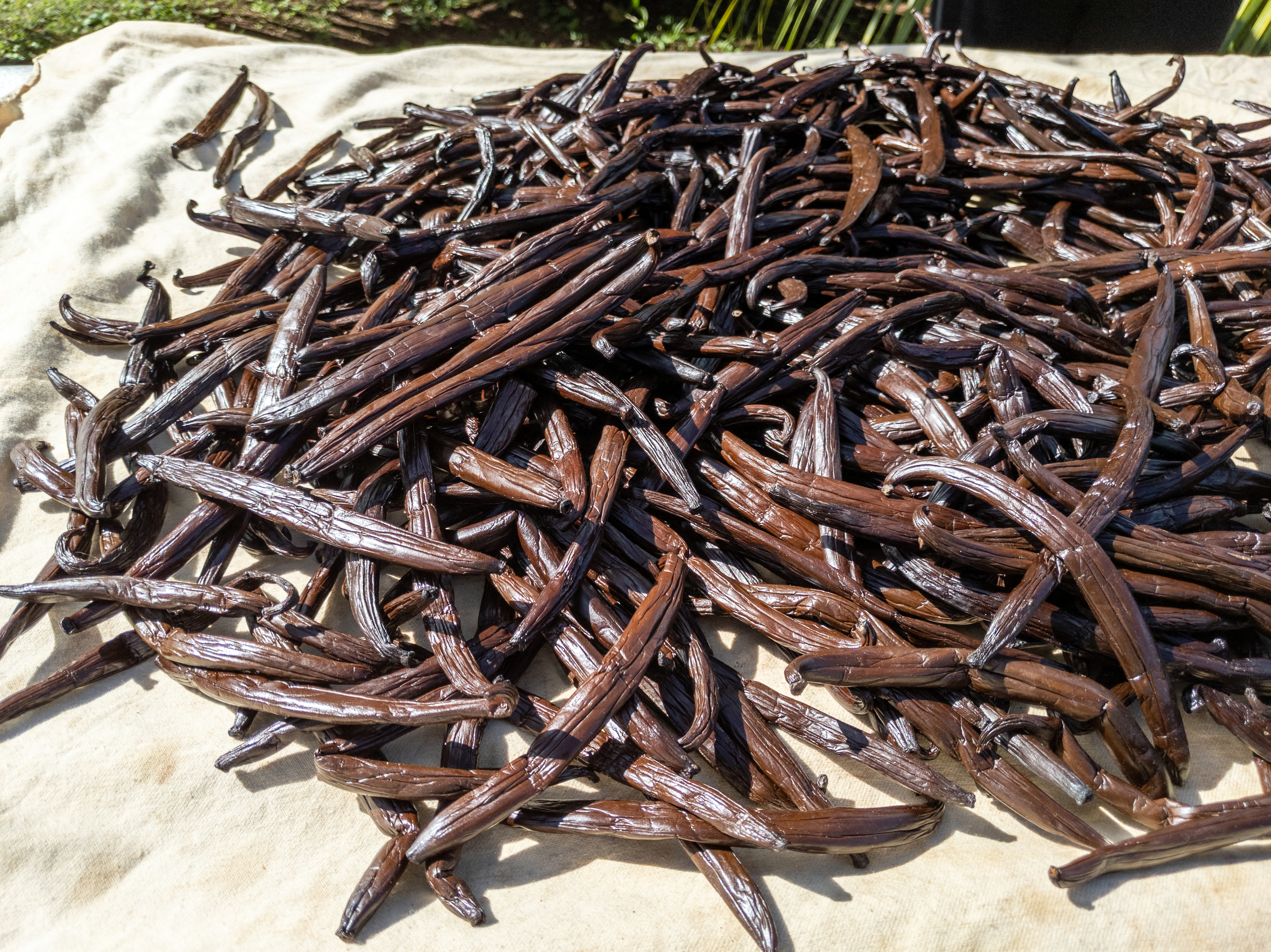
Beines de vainilla en procés de curació

Durant el procés de curació, les beines de vainilla desenvolupen un sabor com a resultat de l'acció enzimàtica induïda de manera natural, l'acció de les beta glucosidases allibera els components aromàtics. Existeixen diferents mètodes de curació però tots es caracteritzen per tenir quatre etapes: killing, sudoració, assecat i condicionament.
- Killing: Alteració i trencament de la membrana i paret cel·lular, s'interromp la funció respiratòria concloent en mort fisiològica. La interrupció de l'estructura de la cèl·lula es pot dur a terme per escaldat amb aigua calenta, marciment al sol o al forn, escarificació, tractament amb gas etilè o congelació. Els més emprats són l'escaldat o l'assecament al forn/sol.

- Sudoració: Inici de deshidratació per reduir i el risc de deteriorament microbià. Aquest és el pas més crucial, ja que els enzims de les beines són més actius que en les següents etapes i és on més incrementa la proporció vanil·lina a la beina (2,30%).[11] S'obté un color marronós a causa de la oxidació de compostos polifenòlics. Aquesta etapa dura d'uns 7 a 10 dies i la reducció del contingut d'aigua és d'un 60-70%.
- Assecat: Continuació de la deshidratació. Amb un major decreixement d'aigua es disminueixen les activitats enzimàtiques no desitjables i canvis bioquímics que alterin aroma o gust. La reducció d'aigua en aquesta etapa és d'un 25-35%.
- Condicionament: Emmagatzematge en caixes tancades d'un a diversos mesos. Es duen a terme diverses reaccions químiques (esterificació, eterització, degradació oxidativa) generant compostos aromàtics. La proporció de vanil·lina en les beines finals que s'assoleix és d'un 2,69%.[11]

Principalment, hi ha dos mètodes principals per curar les beines de vainilla, el procés mexicà (fermentació llarga) i el procés de Madagascar (fermentació més curta). És important recalcar que durant el procés les beines no poden entrar en contacte amb cap olor extern, això implica un alt grau de neteja en els espais o estris que estan en contacte amb els fruits, ja que afecta de forma directe en la qualitat final.

### Classificació de les beines
El procés que es realitza des del cultiu fins a l'última etapa de curació donarà lloc a beines dessecades enllestides per ser comercialitzades. La seva qualitat està estretament lligada a com s'han desenvolupat els processos. D'aquesta manera, la vainilla natural i de qualitat és un producte car que pot donar peu a incursions en el mercat amb productes adulterats per aquesta raó, existeixen controls de qualitat per categoritzar aquest producte comercial. Aquests controls es divideixen en la classe, l'aroma, el grau d'humitat i el contingut de vanil·lina.

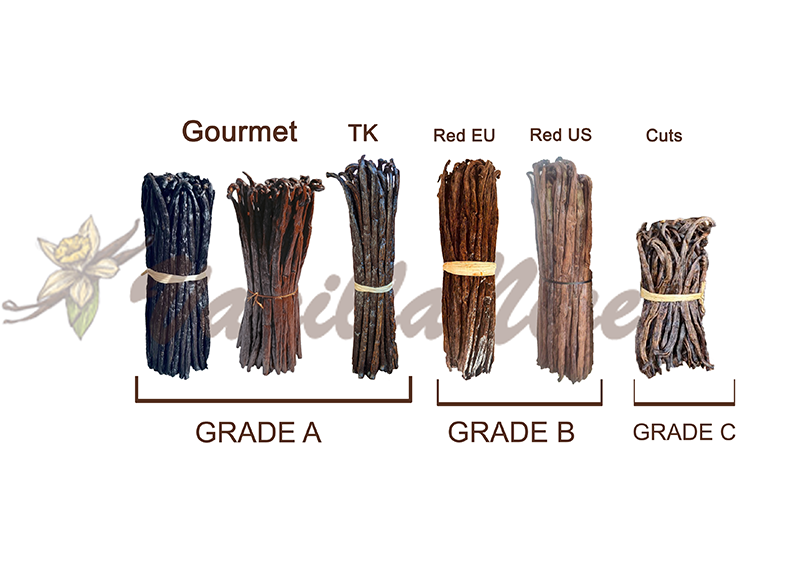
Diferenciació per classes (Black beans, TK vanilla, Red Fox, American Quality i Cuts) de les beines curades procedents de Madagascar.

- Classe: Classificació segons el color, la mida, les taques i la brillantor de beines curades. Cada país productor té el seu propi sistema de classes. Per exemple, en el cas de Madagascar serien: Black beans, TK vanilla, Red Fox, American Quality i Cuts.
- Aroma: Les variacions qualitatives en l'aroma i el sabor de la vainilla de diferents espècies i orígens geogràfics poden diferenciar-se. La terminologia més emprada és: Barn yard, floral, fenc, pruna/passa, resinosa, rummy, fumat, dolç, picant, semblant a tabac, llenyós i vanil·lina.
- Grau d'humitat: Varia des d'un 10% (baixa qualitat) fins a un 35% (gourmet).
- Contingut de vanil·lina: El cost és directament proporcional al contingut de vanil·lina. Aquest factor depèn en major part de les pràctiques de cultiu i curació que de la ubicació geogràfica.

### Regions productores principals

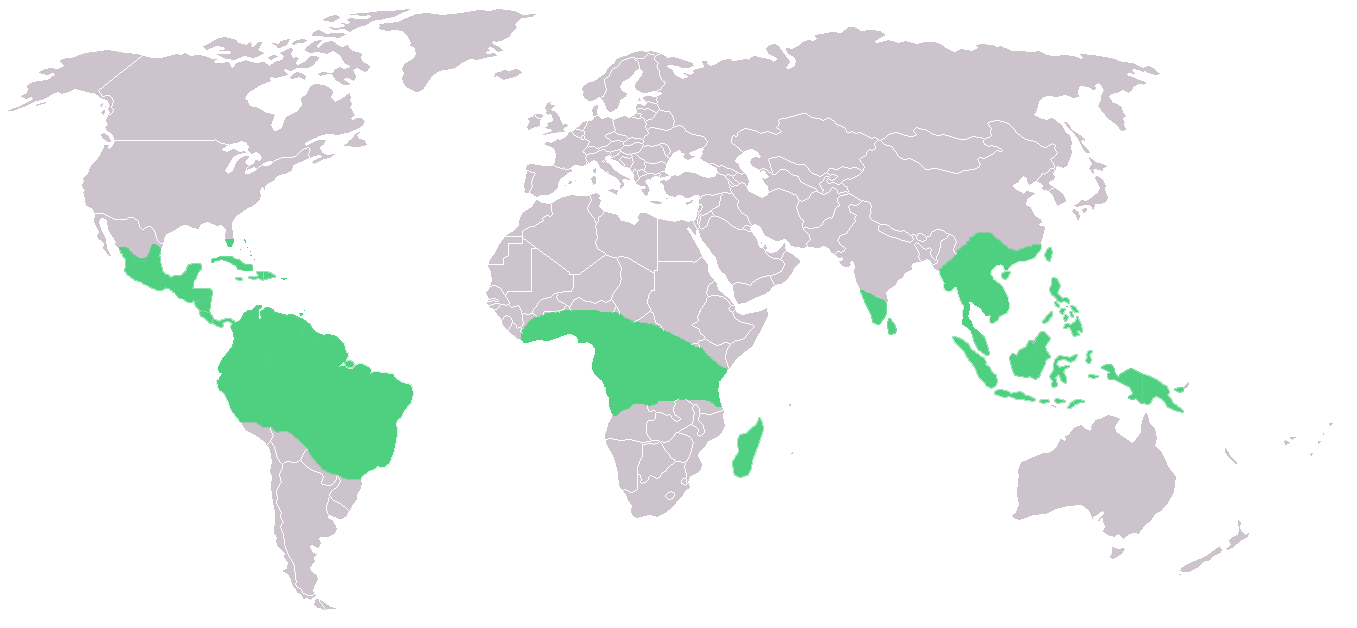
Distribució d'espècies de vainilla cultivades al món.

El cultiu de la vainilla s'estén per arreu del món, el clima tropical i humit propícia unes condicions favorables pel seu cultiu. Per exemple, alguns països serien: Madagascar, Indonèsia, Mèxic, entre d'altres. Tot i així, cada regió té unes condicions climàtiques, sòls i mètodes de cultiu que poden diferir i acabar influint en les característiques finals de la vainilla.
Segons la base de dades estadístiques corporatives de l'Organització de les Nacions Unides per a l'Agricultura i l'Alimentació (FAOSTAT) a l'any 2021, Madagascar va ser el major productor mundial de vainilla, seguit d'Indonèsia, Mèxic, Papua Nova Guinea i la Xina.
| Regió             | Producció en tonelades |
| ----------------- | ---------------------- |
| Madagascar        | 3070.63                |
| Indonèsia         | 1456.09                |
| Mèxic             | 609.57                 |
| Papua Nova Guinea | 490.29                 |
| R.P. de la Xina   | 438.55                 |

## Alternatives de producció (origen no vegetal)
Paral·lelament a la producció dels productes derivats de la planta de vainilla, s'han desenvolupat alternatives de producció que no necessitin les beines. Concretament, com la vanil·lina és el principal causant de l'aroma i gust, és aquest compost el que es produeix per afegir als productes. Com és evident el factor econòmic hi té un pes rellevant en aquest sentit. Actualment, només un 1% de la producció de vainilla esdevé de les beines de la Vanilla.

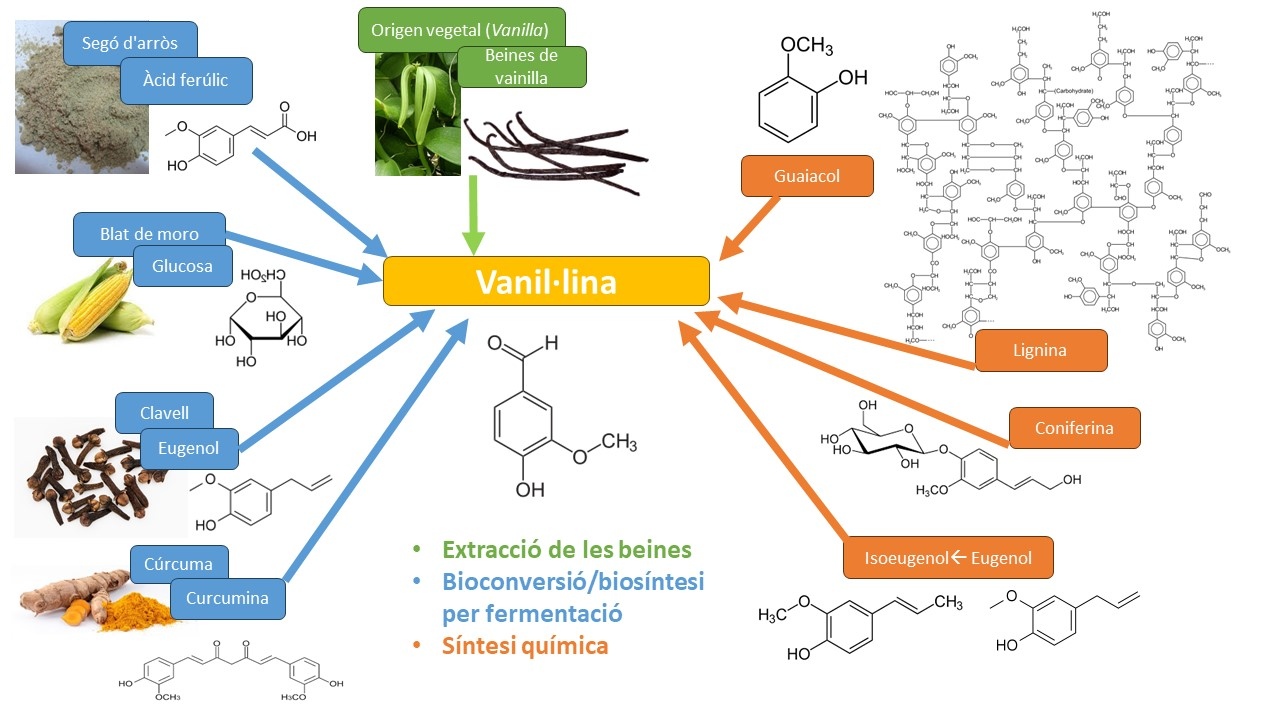

### Síntesi química
La vanil·lina es pot obtenir per diversos mètodes químics utilitzant materials de partida com: coniferina, guaiacol, eugenol i lignina. Tot i així, la síntesi química té un impacte mediambiental negatiu encara que una part substancial de vanil·lina sintètica encara es deriva de la lignina, en gran manera perquè la seva producció és més econòmica.

### Síntesi biotecnològica
La tendència creixent cap a ingredients d'aliments naturals ha ajudat a mantenir una viva demanda de vainilla natural, però la demanda mundial de grans de vainilla natural no es pot satisfer amb l'oferta disponible de les àrees limitades de cultiu (Mèxic, Madagascar, Tahití, Indonèsia...). D'aquesta manera, va sorgir la necessitat de desenvolupar fonts biològiques naturals alternatives d'aromes de vainilla. L'aparença d'aquest nínxol en el mercat va donar cabuda a la producció mitjançant biotransformació (ús de cèl·lules vegetals o microorganismes).
En conseqüència a la demanda mundial d'aquest condiment, indústries de fragàncies i aromes com grups mediambientals estan impulsant cada cop més l'aplicació d'enginyeria de microorganismes per a la producció de vainilla de forma sintètica. S'han desenvolupat diferents escenaris basats en la biosíntesi d'aquest compost mitjançant fermentacions amb diferents fonts de substrats: segó d'arròs (àcid ferúlic), blat de moro (glucosa), clavell (eugenol), cúrcuma (curcumina) i microorganismes com: fongs, bacteris i llevats.

## Productes i gastronomia
Els productes amb el condiment de vainilla poden ser d'origen vegetal o no vegetal. Per una banda, podem consumir vainilla directament de les beines assecades i els derivats d'aquests, com a ingredient saboritzant. Per altra banda, la gran majoria dels productes en el mercat estan fets a partir de vainilla sintètica.
Alguns exemples serien: vainilla en pols, sucre de vainilla, pasta de vainilla, extracte de vainilla (el més comercialitzat). En molts casos, el condiment és present ja implícitament en aliments, com en productes de la rebosteria, làctics, postres, etc.

### Aplicacions culinàries
La vainilla és un ingredient molt extens encara que un dels seus àmbits principals és en la rebosteria. Aquest condiment aporta un sabor distintiu i aromàtic a una àmplia varietat de postres i productes. La seva presència en receptes té un abast mundial.
Tot i que el aroma de la vainilla és característic i manté un denominador comú, segons la localització geogràfica, el procés de cultiu i manipulació poden generar petits matisos pel que fa a l'aroma desencadenant un gust característic segons la varietat o origen de producció:
| Procedència                   | Varietat principal | Aromes o notes                                                         | Ús                                     |
| ----------------------------- | ------------------ | ---------------------------------------------------------------------- | -------------------------------------- |
| Vainilla de Madagascar        | Vanilla planifolia | Cuir, fusta, fenc Dolç, cremós                                         | Versàtil (postres, maceració)          |
| Vainilla de Papua Nova Guinea | Vanilla tahitensis | Llenyós, especiat, fruits secs Més picant y especiada que la de Tahití | Versàtil (dolços, carns, peix, salses) |
| Vainilla de Tahití            | Vanilla tahitensis | Floral, anisat, dolç                                                   | Rebosteria generalment                 |
| Vainilla d'Indonesia          | Vanilla tahitensis | Caramel, mel, floral, llenyós                                          | Rebosteria generalment                 |
| Vainilla d'Uganda             | Vanilla planifolia | Cacao, figues, panses Llenyós                                          | Rebosteria generalment                 |
| Vainilla de Mèxic             | Vanilla planifolia | Cacao, dolç, llenyós                                                   | Versàtil (dolços, carns, peixos)       |

### Cuina Gourmet
Pel que fa a la matèria primera, la beines de vainilla que s'utilitzen en afers més exquisits solen ser les que tenen una classificació de qualitat més elevada (beines grans, sense esquerdes, amb alt contingut d'humitat, etc.).
En alguns casos, no només es treballa la vainilla com un ingredient en les postres sinó que també en la alta cuina se li busca un paper més protagonista, com seria el cas de: la mantega de vainilla de James Briscione. El chef Briscione utilitza aquesta mantega amb aroma de vainilla salada per acabar les verdures, la carn rostida i el marisc. Així, la vainilla aprofundeix en els sabors fumats i rostits.

## Usos en medicina i/o investigació clínica
La vanil·lina com a component principal de la vainilla ha sigut àmpliament utilitzada tradicionalment com un agent saboritzant en l'alimentació i begudes. No obstant això, cada cop són més les evidencies científiques que mostren activitats biològiques com: anticancerós, antidiabètic, antioxidant, antibacteriana i antidepressiva. Aquestes observacions en el camp científic propugnen un rol doble pel que fa a la vanil·lina, dins de la biotecnologia alimentària però també en el camp de la biomedicina com a possible aplicació terapèutica.

## Mercat, comercialització i impacte econòmic global
A nivell agrícola, la producció de la vainilla és una font important d'ingressos pel que fa a la població de països on es cultiva. Així mateix, els agricultors de la vainilla són el sector més vulnerable degut a les variacions en els preus internacionals, ja que poden afectar significativament als ingressos d'aquestes comunitats, així com pràctiques poc sostenibles relacionades amb el comerç de beines de vainilla.

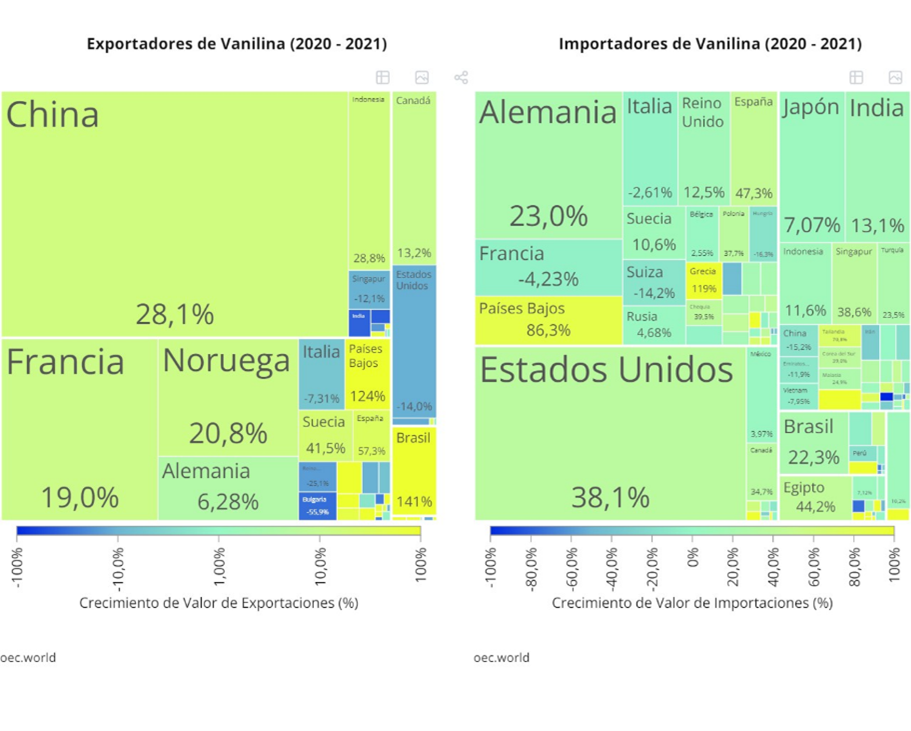
Dinàmica de mercat (2020-2021): principals països exportadors i importadors de vanil·lina.

Al 2021, la vainilla va ser el producte número 936 més comercialitzat del món (d'un total de 1,217). Els principals importadors de vainilla van ser Estats Units ($338M), França ($205M) i Alemanya ($100M).

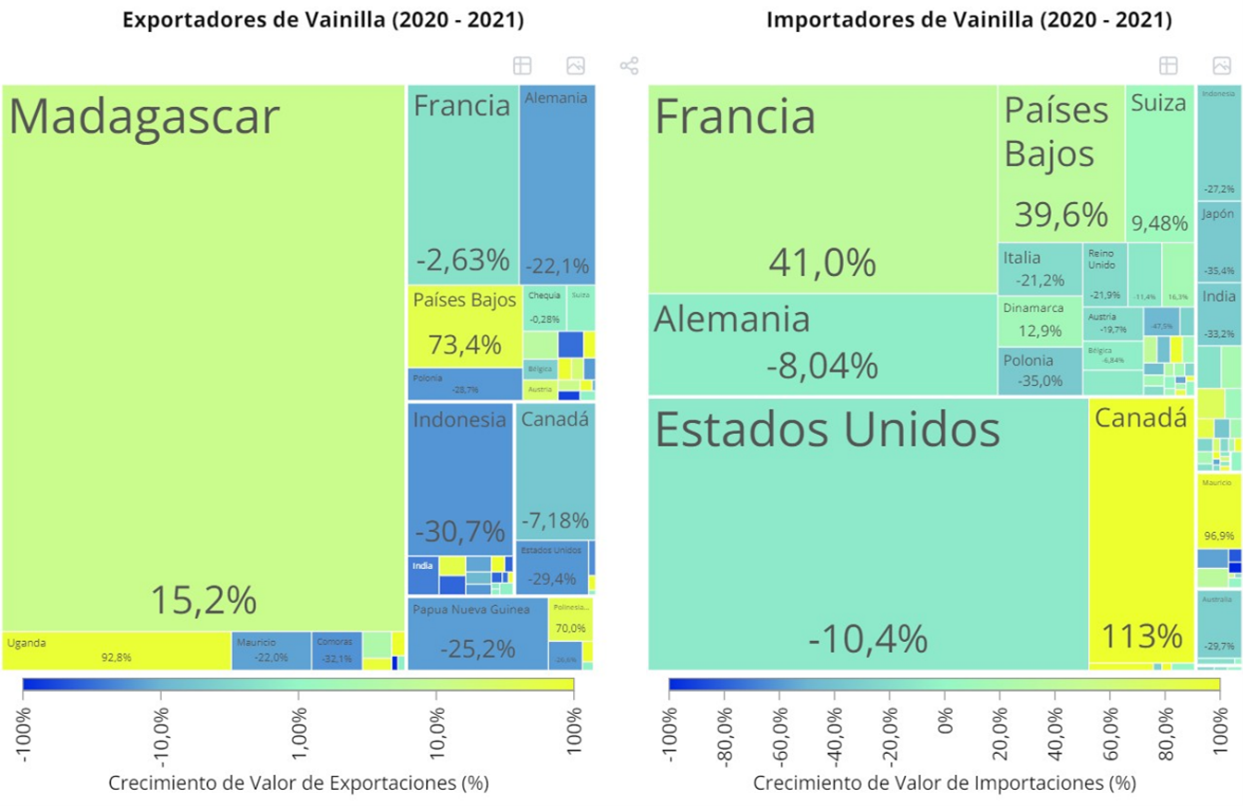
Dinàmica de mercat (2020-2021): principals països exportadors i importadors de vainilla.

Analitzant la dinàmica de mercat del 2020 cap el 2021, obtenim que en les exportacions van créixer més ràpidament a Madagascar ($81,8M), Uganda ($12,2M), Països Baixos ($11,5M) i Polinèsia francesa ($2,25M). Paral·lelament, els importadors de major creixement van ser França ($59,7M), Canadà ($41,9M) i Països Baixos ($16,2M).
Si analitzem la vanil·lina pel mateix any 2021 va ser el producte número 2826 més comercialitzat del món (d'un total 4,641). Els principals exportadors de vanil·lina van ser Xina ($242M), França ($80,8M) i Noruega ($47M), i els principals exportadors de vanil·lina van ser Estats Units ($134M), Alemanya ($61,7M) i Japó ($28,7M).
En aquest cas la dinàmica de mercat del 2020 i 2021 tenim que les exportacions de vanil·lina van créixer més ràpidament a la Xina ($53M), França ($12,9M), Noruega ($8,09M) i pel que fa als importadors de major creixement van ser: els Estats Units ($37M), Alemanya ($11,5M), Països Baixos ($9,41M) i Espanya ($4,9M).

### Pronòstic en l'evolució de mercat
Segons estudis de previsió de mercat de Mordor Intelligence, durant el període de 2023-2028, s'espera que la mida del mercat de vainilla creixi a una taxa composta anual de 2,60% i per al mercat de vanil·lina a una taxa composta anual de 8,13%. Aquesta diferència és en part explicada a que la producció de vainilla és limitada a zones geogràfiques determinades (sobretot al continent africà), mentre que la vanil·lina és l'objectiu de països desenvolupats on predomina la indústria, aquest compost té una forta penetració en el sector alimentari, així com en la indústria farmacèutica, cosmètica, etc. A més a més, es projecta que la creixent demanda d'ambientadors i l'aromateràpia, impulsarà la demanda de vanil·lina al sector d'aplicacions de cosmètics. Per aquest motiu és un producte desitjable degut al seu extens abast en el món industrial.
Els principals fabricants s'estan centrant a augmentar les seves capacitats de producció per satisfer la demanda de vanil·lina i marcar una diferència respecte els seus potencials competidors. Els principals actors del mercat mundial de la vanil·lina són Jiaxing Zhonghua Chemical Co. Ltd, Solvay SA, Liaoning Shixing Pharmaceutical Chemical Co. Ltd, Borregard AS i Merck kGaA.

### Evolució sostenible
Les bioconversions destinades a la producció de vanil·lina a escala industrial utilitzant microorganismes han estat àmpliament estudiades en les dues últimes dècades. D'aquesta manera, s'ha prestat molta atenció en la optimització del rendiment del bioprocés: recerca de matèries primeres econòmiques, evitar la toxicitat per acumulació de substrat o producte, soques resistents a elevades concentracions de substrat i productes, processament més eficient en el downstream; amb l'objectiu d'abaixar el cost de producció de vanil·lina produïda biotecnològicament per tal d'aconseguir una competitivitat en posició de mercat amb relació a la vanil·lina sintetitzada químicament.
Cal tenir present que una millora genètica per a dissenyar bons productors s'ha de barallar conjuntament amb l'aprofitament de microorganismes GRAS o QPS ja aprovats per la producció i també, amb l'acceptació social del producte o origen d'aquest.

### Regulacions en la vainilla condiment
La vainilla condiment és considerada per la EFSA com a un preparat aromatitzant i no un additiu alimentari. Per aquest motiu, la vainilla natural no té cap lletra "E", seguida de números, assignada en els ingredients dels aliments que ho porten o en el condiment de vainilla natural. Pel que fa a la vainilla sintètica, sí que hi podem trobar alguns additius relacionats amb el seu aroma, color, estabilitzadors, etc. Entre d'altres presents al Reglament nº 1129/2011 hi trobem: E420 (xarop de sorbitol; edulcora i estabilitza), E 220-228 (diòxid de sofre i sulfits presents en el xarop de glucosa per edulcorar), E 1520 (Propano-1,2-diol/propilenglicol; proporciona aroma i estabilitza), E 1518 (Triacetat de gliceril/ triacetina; com a saboritzant amb garantia QPS),etc.
Pel que fa a la presència d'alcohol, les quantitats mínimes d'extracte d'alcohol permeses durant la maceració de les baines i estipulades al Real Decreto 2242/1984, son del 1.5% en el cas de la vainilla natural . Pel que fa a la vainilla sintètica, aquestes proporcions augmenten fins a un 46%.
A més a més, la vainilla condiment natural pot contenir fins a un màxim d'un 2% de components d'altres parts procedents de la planta origen, sempre que aquestes siguin inofensives. No està permès la presència d'insectes durant el procés de producció de la vainilla condiment ni tampoc en el producte final d'aquest. Tampoc poden trobar-se altres elements que estiguin relacionats amb una falta d'higiene en el procés d'obtenció.